# Derek Šepard

Derek Kristofer Šepard, poznatiji kao samo Derek Šepard, je izmišljeni lik u seriji "Uvod u anatomiju". Ulogu tumači Patrik Dempsi, koji je nominovan za Zlatni globus 2006. i 2007. godine. Derek je u braku sa Meredit Grej.

## Kratak pregled
Derek je trenutno neurohirurg u bolnici "Sijetl grejs Mersi Vest" u Sijetlu, gde je došao nakon što je video svoju bivšu ženu, Adison Montgomeri sa svojim najboljim prijateljem - Markom Sloanom. Upoznaje Meredit i zaljubljuje se u nju, ali ubrzo dolazi i Adison iz Njujorka i pokušava da spasi svoj brak sa Derekom, ali neuspešno, pošto su njegova osećanja prema Meredit jaka. Ona napušta Sijetl i odlazi u Los Anđeles. Derek u petoj sezoni serije prosi Meredit i malo kasnije se i venčavaju. On je lečio Izin tumor na mozgu. U šestoj sezoni, postaje šef hirurgije, međutim početkom sedme sezone, daje ostavku na mesto šefa. Na kraju šeste sezone, očajni Geri Klark ulazi u bolnicu i ubija osoblje, kako bi se osvetio za smrt svoje supruge. Ranio je Dereka, koga su Kristina i Džekson uspeli da spasu. Tokom operacije, Meridit u očajnom pokušaju, govori Klarku da je ubije umesto Dereka. naSav taj stres je rezultovao da se njena trudnoća završila pobačajem. Na početku sedme sezone, pored divljanja u automobilu na ulicama Sijetla i davanja otkaza na mesto šefa hirurgije, Derek mora da se izbori i sa najmlađom sestrom Amelijom, Kristininom izgubljenošću nakon upada Gerija Klarka u bolnicu, i Meriditinom "neprijateljskom matericom".